# Luciana Lifschitz
Luciana Lifschitz (9 de Julio, provincia de Buenos Aires; 12 de febrero de 1977) es una actriz argentina.

## Biografía
Lifschitz nació en la ciudad autónoma de Buenos Aires, el 12 de febrero de 1977. En su carrera actoral se encuentran maestros como Hugo Midón, Agustín Alezzo y Ricardo Bartis. También estudió Danza y Clown. Actualmente cursa la carrera de Artes en la U.B.A. Trabajó en obras de teatro, y en cine integró los elencos de "El juego en la silla", "El custodio", "Vísperas" y "El 5 de Talleres".

## Filmografía

### Cine
| Año  | Título                          | Personaje  | Dirección        |
| ---- | ------------------------------- | ---------- | ---------------- |
| 2002 | El juego de la silla            | Lucía Fitz | Ana Katz         |
| 2006 | El custodio                     | Renée      | Rodrigo Moreno   |
| 2007 | Días de mucho, vísperas de nada | Julieta    | Daniela Goggi    |
| 2011 | Los Marziano                    | Gabriela   | Ana Katz         |
| 2011 | Salón Royale                    | Rosalía    | Sabrina Campos   |
| 2019 | No soy tu mami                  | Eliana     | Marcos Carnevale |

### Televisión
| Ficciones | Ficciones                          | Ficciones              |                        |
| Año       | Título                             | Personaje              | notas                  |
| --------- | ---------------------------------- | ---------------------- | ---------------------- |
| 2009      | Enseñame a vivir                   | Enfermera              | Participación Especial |
| 2010-2011 | Malparida                          | Esther Lipman          |                        |
| 2012-2013 | Dulce amor                         | Mirna                  |                        |
| 2014      | Las 13 esposas de Wilson Fernández | Anahí                  |                        |
| 2021      | Terapia alternativa                | Gabriela Pérez Salerno |                        |

## Teatro
| Teatro                                       | Teatro            |
| Título                                       | Personaje         |
| -------------------------------------------- | ----------------- |
| Delia                                        | Delia Galeano     |
| Salón de belleza                             | Norma             |
| Lluvia de plata                              | Fernanda          |
| Ya no pienso en matambre ni le temo al vacío | Dolores           |
| Gualterio                                    | Gabriela          |
| Sallinger                                    | Bárbara Sallinger |
| Pavo Colonio                                 | Rebeca            |
| Gente favorita                               | Jacinta           |
| Las Margaritas                               | Margarita Eloísa  |
| Té de reinas                                 | Benita            |
| Lucro cesante                                | Teodora           |
| El juego de la silla                         | Lucía Fitz        |
| 40 fósforos de madera                        | Clarisa           |
| Heidi, el musical                            | Carmen            |